# Федосеев, Иван Иванович
Ива́н Ива́нович Федосе́ев (1907, дер. Большое Кольцово Селивановского района Владимирской области — 18 апреля 1950) — сотрудник Главного управления охраны МГБ СССР, заместитель коменданта кунцевской дачи Сталина, расстрелян. 

## Биография
Родился в 1907 году в деревне Большое Кольцово Владимирской губернии. Имел лишь начальное (низшее)  образование. 
С 27 июня 1937 года сержант государственной безопасности
К 20 сентября 1943 года капитан государственной безопасности
К 24 февраля 1945 года майор государственной безопасности
C 1938 года член ВКП(б). Сотрудник Главного управления охраны МГБ СССР, подполковник. Заместитель коменданта кунцевской или "ближней" дачи Сталина. Участвовал в охране при проведении Ялтинской (награждён орденом Отечественной войны I-ой степени) и Потсдамской конференций. 

### Дело Федосеева
Александр Хинштейн считает, что «дело Федосеева — один из ключевых этапов в битве МГБ и МВД» конца 1940-х — начало 1950-х годов".
Федосеев был арестован 23 июня 1947 года. По словам бывшего охранника Сталина Ю. С. Соловьёва, этому аресту предшествовали некоторые действия Берии. Соловьёв писал: «Берия имел привычку в отсутствие И. В. Сталина появляться на даче „Ближняя“ и шарить по комнатам. <…> Походив по комнатам, [Берия] зашел в комнату, где на столе находились пакеты с документами на имя Сталина. В тот злополучный приезд Берии почта в кабинете на столе была в беспорядке, и Федосеев её разложил по установленному И. В. Сталиным порядку. Встретив в коридоре двух сотрудниц из обслуживающего персонала, Берия спросил: „Почту кто-нибудь смотрел?“. Те ответили, что смотрел Федосеев. Берия спросил: „И читал её?“ Сотрудницы ответили утвердительно». Есть сообщения, что Берия организовал многомесячное наружное наблюдение за квартирой Федосеева.
Как вспоминал в тот момент первый заместитель министра внутренних дел И. А. Серов, в воскресенье, 23 июня, около 9 часов вечера Микоян вызвал его на ближнюю дачу. Там Сталин спросил Серова: «У нас к вам такой вопрос. Вот если человек живёт со мной и всё время подслушивает, подглядывает, дверь оставляет не закрытой, во время войны телеграммы от командующих фронтов на моем столе читал, тапочки одевает вечером, чтобы не слышно ходить, что это за человек?». Серов пообещал с этим человеком «разобраться». Привели Федосеева, он был тут же арестован Серовым.

#### Следствие в МВД
На следующий день Серов лично допрашивал Федосеева. Тот подтвердил, что действительно «из любопытства [читал правительственные телеграммы Сталину] тогда, когда их убирал со стола». На вопрос: «Зачем подглядывал и подслушивал?» Федосеев ответил, что все «сотрудники охраны старались наблюдать за хозяином, чтобы ему не мешать, если спит, не шуметь, поэтому не я один, а и Кузьмичёв (генерал), и другие заглядывали, чтобы узнать: если спит, то не шуметь», по его словам, тапочки по вечерам он надевал с той же целью. В тот же день Серов был снова вызван Сталиным для доклада, как идёт дело. Серов доложил, что собирается арестовать («вызвать») жену и брата Федосеева. По словам Сталина, ему звонил Абакумов, спрашивал, за что Федосеев арестован и почему следствие ведёт не МГБ, на что он ответил: «вы — министр МГБ и мне должны доложить, за что арестован Федосеев, а не я вам буду докладывать. А следствие ведет Серов, потому что ЦК ему доверяет, а не вам». Серов вспоминал, что его удивила заинтересованность Сталина в этом деле.
Примерно через два месяца Серов снова доложил лично Сталину о результатах расследования, что дело можно закончить и судить Федосеева военным трибуналом за злоупотребление служебным положением. Сталин остался недоволен этим выводом и сказал: «Мне думается, он англо-американский шпион. Его могли завербовать англичане, когда мы были на Потсдамской конференции в 1945 году. <…> Вы ещё раз его допросите и побейте, он трус и признается». В записях Серова приведены такие слова Сталина: «Я почти уверен, что он агент и кем-то подослан, чтобы нас отравить. Он нас со Ждановым в прошлом году отравил. Мы болели страшным поносом. <…> Его надо крепко допрашивать, он трус, набить как следует. <…> Надо организовать внутрикамерную работу». Внутрикамерная работа пошла, как выражается Серов, он «вёл все необходимые литера». Брат Федосеева «в камере всё рассказывал о себе и брате, но ничего шпионского». Были перепроверены все связи Федосеева. На допросе Серов стал час за часом уточнять, где Федосеев бывал в Потсдаме. Оказалось, что они часто были вместе. На прямой вопрос, не завербован ли он, Федосеев, рыдая, ответил: «Неужели бы я на такую гадость пошёл, находясь на таком месте, всем обеспеченный, чего ещё мне было надо?».
Серов привлёк к следствию ещё одного следователя, сказав ему, что подозрения на шпионаж высказал сам Сталин, рекомендовавший «надо побить, он [Федосеев] трус и признается». После избиения («за ворот потрясите, но не сильно» приказал следователю Серов) Федосеев потребовал встречи с Серовым и попросил: «Прошу меня вызвать к хозяину, я всё расскажу». Серов доложил о желании Федосеева Сталину. В тот же день вечером Берия привёз Серова с Федосеевым и вторым следователем в Кремль. Сталин уже ждал в кабинете Берии. Заикаясь, Федосеев сказал: «Я виноват, товарищ Сталин, перед вами, что читал телеграммы, и готов нести ответственность, но больше ни в чём не виноват. Сейчас меня допрашивают, не шпион ли я американский. Товарищ Сталин, я 15 лет честно вам служил, помилуйте меня, я не виноват». Плача, Федосеев продолжал: «Товарищ Сталин, меня побили». Сталин сказал: «Признайтесь, тогда не будут бить» и повернулся спиной.
Позже Сталин ещё раз осведомлялся у Серова о том, как идёт расследование. Серова вызывал Берия с тем же вопросом.
11 июля 1948 году Серов доложил Сталину, что дело Федосеева завершено, и он предлагает осудить его по 109 статье (злоупотребление служебным положением) УК РСФСР на 20 лет лагерей.

#### Следствие в МГБ
Через два дня, то есть 13 июля 1948 года, Серову позвонил Абакумов и сообщил требование передать дело Федосеева в МГБ. Поскрёбышев неохотно и невнятно подтвердил, что такое указание Сталина действительно было. Дело Федосеева передали начальнику следственного отдела МГБ Рюмину.
Как утверждается в некоторых источниках, Федосеева поместили в Сухановскую тюрьму, по другим сведениям это была только организованная Особая тюрьма на улице Матросская тишина, 18. Следствию по делу Федосеева придавалось такое значение, что сам Маленков несколько раз лично его допрашивал. В частности, в марте 1950 сотрудник МГБ Клеймёнов специально доставил Федосеева из Матросской тишины в здание ЦК КПСС. Допрос вёл непосредственно Н. А. Маленков, для этого у него был специальный конспект из вопросов и ответов (которых нужно добиться), и те и другие были, по словам Маленкова, продиктованы самим Сталиным.
Под пытками Федосеев признался, что был завербован генералом Власиком для того, чтобы отравить Сталина. По словам самого Власика, после этих показаний Сталин ещё раз лично допросил Федосеева, на допросе Федосеев подтвердил, что оклеветал Власика, и Сталин поверил — Власик в тот момент не был арестован, терроризм не фигурировал в обвинении Федосеева.
Федосеев обвинялся «по подозрению [так в источнике, выделено ВП] в шпионской деятельности. Находясь на особо важном объекте охраны, на протяжении ряда лет скрытно читал важнейшие секретные документы государственного значения и их содержание разглашал среди сослуживцев и своих родственников. Брал государственные документы к себе на квартиру и оставлял их там на продолжительное время. К своим служебным обязанностям относился преступно. Делясь с женой впечатлениями о поездке в Потсдам, положительно отзывался об условиях жизни в фашистской Германии и восхвалял Гитлера». Обвинение было построено на показаниях арестованной жены Федосеева П. А. Григорьевой.

#### Приговор

Записка Сталину министра МГБ Абакумова о том, что Федосеев будет включён в расстрельный список

12 января 1950 года указом Президиума Верховного Совета в СССР была возвращена смертная казнь. Федосеев включён под № 49 в первый расстрельный список после возобновления казней, датированный 23 марта, и затем ещё раз под № 1 в список, датированный 11 апреля.
18 апреля 1950 года приговорён Военной коллегией Верховного Суда (ВК ВС) СССР к расстрелу.
Расстрелян в тот же день. Значение дела Федосеева подчеркивалось тем, что Маленков отправил одного из своих сотрудников присутствовать на казни: а вдруг перед смертью подполковник ещё в чём-то признается?.
Похоронен в Москве на Донском кладбище в могиле № 3 для невостребованных прахов.
Дело Федосеева имело большой отклик последние 3 года жизни Сталина. Связь со «шпионом» Федосеевым фигурировала при арестах генералов МГБ Кузьмичёва (17 января 1953) и Власика (16 декабря 1952).
Реабилитирован 14 апреля 1956 г. ВК ВС СССР

## Семья
- Жена — Пелагея Андреевна Григорьева[15], 12 лет занималась у Сталина хозяйством на ближней даче, как следует из воспоминаний Ивана Серова, к моменту ареста мужа была домохозяйкой. Абакумов предложил осудить её ОСО МГБ на 10 лет тюрьмы[20], освобождена после марта 1953-го, вернулась в Москву[8].
- Брат — Анатолий Иванович Федосеев[15], служил в ОО Киевского военного округа, сотрудник отдела МГБ по Днепровской военной флотилии[11]. Абакумов предложил осудить его ОСО МГБ на 15 лет тюремного заключения[20].

## Награды
- Орден Красной Звезды — 20.09.1943[3]
- Орден Трудового Красного Знамени — 27.11.1944[21]
- Орден Отечественной войны 1-й степени — 24.02.1945[4]
- Орден Отечественной войны 2-й степени — 16.09.1945[22]

## Адреса
- 1947 — Москва, Можайское ш., д. 85/97, кв. 163[1].

## Комментарии
1. ↑  Бывший охранник Сталина Ю. С. Соловьёв[8] утверждал, что "Из мужа [Федосеева] выбивали ложные показания для самооговора, при этом морально воздействуя на него через жену, подвергаемую пыткам: следователи загоняли ей иголки под ногти". Такая интерпретация, вероятно, восходит к самой Григорьевой, которая, по сведениям Соловьева, вышла на свободу и, по-видимому, (точные сведения отсутствуют) была реабилитирована одновременно с мужем. Серов отмечал, что Федосеевы жили в доме для охраны Сталина[12] на Можайском шоссе[17], то есть Соловьев должен был быть хорошо знаком с вдовой Федосеева.